# Fytodegradace
Fytodegradace je proces při němž rostliny a s nimi asociovaná mikroflóra rozkládá cizorodé látky kontaminující půdu. Takto lze postupovat u organických příměsí, kdy jsou rostliny schopny pomocí metabolických reakcí rozložit cizorodé látky na produkty netoxické pro živé organismy, což je podmínkou a cílem procesu fytodegradace. Anorganické látky se takto degradovat nedají. Předpokládá se, že fytodegradace má spojitost s proces yprobíhajícími ve rhizosféře (v okolí kořenů). Vzájemný vztah živých organismů, rostlin, hub, bakterií a aktinomycet je možná významný při důležitých reakcích ovlivňujících dekontaminaci.
Při odstraňování některých typů znečištění bylo použito remediace, šlo o:
- TPH (ropné látky)
- PAH (polyaromatické uhlovodíky)
- chlorované pesticidy
- jiné chlorované látky – PCB, TCE
- výbušniny a další nitrolátky
- organofosfátové pesticidy
- detergenty